# Hats
Hats è il secondo album del gruppo musicale scozzese The Blue Nile, pubblicato dall'etichetta discografica Linn (la A&M negli Stati Uniti) il 16 ottobre 1989.
L'album, disponibile su long playing, musicassetta e compact disc, è prodotto dallo stesso gruppo. I brani sono interamente composti da Paul Buchanan.

## Descrizione
In seguito alla pubblicazione del precedente lavoro, A Walk Across the Rooftops, la band iniziò subito a lavorare ad un secondo album, ma il nuovo materiale prodotto non convinse i membri del gruppo. A causa dell'assenza di risultati, l'etichetta discografica Virgin costrinse la band ad abbandonare gli studi di registrazione. Ritornato a Glasgow e alla propria routine abituale, Paul Buchanan riuscì ritrovare l'ispirazione per comporre nuove tracce e, quando due anni dopo la band poté rientrare in studio, ciò permise di completare la registrazione di Hats in un tempo relativamente breve.
L'uscita del disco venne preceduta da quella del singolo The Downtown Lights, a cui fecero seguito Headlights on the Parade nel 1990 e Saturday Night nel 1991.

## Accoglienza
| Recensione     | Giudizio |
| -------------- | -------- |
| AllMusic       |          |
| Ondarock       | 10/10    |
| Piero Scaruffi |          |
| Pitchfork      | 8.8/10   |
| Rolling Stone  |          |
| Sputnikmusic   |          |

Hats ha ricevuto recensioni positive da parte della critica specializzata.
Sam Sodomsky di Pitchfork, che ha assegnato a al disco 8.8 punti su 10, scrive che «a seconda dell'umore, Hats può essere un album confortante o devastante». Proseguendo la recensione, Sodomsky osserva che Hats è un album che «sembra quasi inappropriato ascoltare di giorno». Questo sentimento è ripreso da Jason Ankeny di AllMusic, che sostiene che alcune tracce del disco evochino «un mondo notturno di fantasia» e in generale, nel suo commento, elogia il «calore umano» dell'album.
Il sito Ondarock, che ha inserito Hats tra le sue "pietre miliari", ha definito il disco «un piccolo capolavoro di pop-rock romantico e impressionista» e ha affermato che «l'album consolida tutte le qualità della band».
In una votazione del 2018, Hats è stato eletto come "miglior album scozzese" dai lettori del quotidiano The Herald.

## Tracce
Testi e musiche di Paul Buchanan.
Lato A
1. Over the Hillside – 5:05
2. The Downtown Lights – 6:30
3. Let's Go Out Tonight – 5:16

Lato B
1. Headlights on the Parade – 6:17
2. From a Late Night Train – 4:02
3. Seven A.M. – 5:09
4. Saturday Night – 6:27

## Classifiche
| Classifica (1989-1990) | Posizione massima |
| ---------------------- | ----------------- |
| Regno Unito            | 12                |
| Stati Uniti            | 108               |